# Hilltop (Ohio)
Hilltop é um lugar designado pelo censo localizado no condado de Trumbull no estado estadounidense de Ohio. No Censo de 2010 tinha uma população de 532 habitantes e uma densidade populacional de 359,73 pessoas por km².

## Geografia
Hilltop encontra-se localizado nas coordenadas 41° 09′ 52″ N, 80° 44′ 31″ O. Segundo a Departamento do Censo dos Estados Unidos, Hilltop tem uma superfície total de 1.48 km², da qual 1.48 km² correspondem a terra firme e (0%) 0 km² é água.

## Demografia
Segundo o censo de 2010, tinha 532 pessoas residindo em Hilltop. A densidade populacional era de 359,73 hab./km². Dos 532 habitantes, Hilltop estava composto pelo 97.37% brancos, o 1.69% eram afroamericanos, o 0% eram amerindios, o 0.19% eram asiáticos, o 0.19% eram insulares do Pacífico, o 0% eram de outras raças e o 0.56% pertenciam a duas ou mais raças. Do total da população o 1.69% eram hispanos ou latinos de qualquer raça.

## Localidades na vizinhança
O diagrama seguinte representa as localidades num raio de 8 km ao redor de Hilltop.